# الیور اشنایدر
الیور اشنایدر (انگلیسی: Oliver Schnyder؛ زادهٔ ۳ اکتبر ۱۹۷۳) نوازنده پیانو اهل سوئیس است. وی از سال ۱۹۹۸ میلادی تاکنون مشغول فعالیت بوده‌است.
او نوازنده کلاسیک می‌باشد. الیور در سال ۱۹۹۴ به مدرسه نخبگان موسیقی سوئیس رفت و در دانشگاه هنر زوریخ لیسانس خود را گرفت.